# Zonotrichia
Zonotrichia – rodzaj ptaków z rodziny pasówek (Passerellidae).

## Występowanie
Rodzaj obejmuje gatunki występujące w obu Amerykach.

## Morfologia
Długość ciała 11,8–19 cm, masa ciała 16,8–48,8 g.

## Systematyka

### Etymologia
Nazwa rodzajowa jest połączeniem słów z języka greckiego: ζωνη zōnē – „pasmo” oraz θριξ thrix, τριχος trikhos – „włosy”.

### Gatunek typowy
Fringilla pensylvanica Latham = Fringilla albicollis Gmelin

### Podział systematyczny
Do rodzaju należą następujące gatunki:
- Zonotrichia capensis (Statius Muller, 1776) – pasówka obrożna
- Zonotrichia querula (Nuttall, 1840) – pasówka czarnogardła
- Zonotrichia albicollis (J.F. Gmelin, 1789) – pasówka białogardła
- Zonotrichia leucophrys (J.R. Forster, 1772) – pasówka białobrewa
- Zonotrichia atricapilla (J.F. Gmelin, 1789) – pasówka złotołbista